# Mop i Smiff
Mop i Smiff (ang. Mop and Smiff) – brytyjski serial dla dzieci z 1984 roku. Serial animowany połączony z epizodami aktorskimi. Twórca serialu – Mike Amatt, wystąpił w nim także razem ze swoim psem o imieniu Mop i kotem Smiff. Oprócz tego jest wykonawcą piosenek oraz autorem scenariusza. W Polsce serial emitowany był w 1995 na TVP3 Katowice i TV Kraków i Tele 3 Katowice w 1996 roku (TVP Regionalna) z angielskim dubbingiem i polskim lektorem.
Na podstawie serialu powstały historie o przygodach Mopa i Smiffa, które ukazały się w postaci serii książek oraz kaset kompaktowych. Utwór przewodni Mop 'n Smiff znalazł się w Themes from Children's BBC (kaseta audio i płyta CD) wydana przez Pickwick.

## Obsada (głosy)
- Timothy West jako Mop
- Prunella Scales jako Smiff

## Piosenki
Lista piosenek z serialu, która została wydana na płytach winylowych:
- Two Of A Kind
- Happy Birthday Mop And Smiff
- Special Day
- Big Top Travelling Show
- Sniffin'
- Trackin' Through The Bracken
- Woolly Friends
- Flower Floats And Beauty Queens
- With The May Queen
- Down By The Lakeside
- Bumpity Bang
- Flyin' Free As A Bird
- Fluttering By
- A Home For Gnomes
- Mop's No Sherlock Holmes
- The Painting Song

Źródło:

## Wersja polska
Wersja emitowana na TVP Regionalna z angielskim dubbingiem i polskim lektorem, którym był Stanisław Heropolitański.

## Literatura
- Mop and Smiff: All the Fun of the Fair[9]
- Mop and Smiff: Down on the Farm[10]
- Mop and Smiff: On the Golden Trail